# Carrozzeria Ghia
Carrozzeria Ghia S.p.A. — одна з найвідоміших у світі італійських фірм художнього конструювання (дизайну) і відоме кузовне ательє — майстерня зі створення кузовів для машин відомих автомобілебудівних фірм. Компанія заснована 1915 року в Турині.

## Новий час та кінець Ghia
Ghia стала законодавцем моди та нових віянь для всього світу: Ford Fiesta Barchetta роботи Сапіно 1984 року, у цій роботі помітна стилістика New Edge, яку через десять років Ford почне використовувати у всій гамі своїх моделей; Концепт Zag, що передбачила поширення міні-MPV; Концепт Focus ,який у 1992 році розставив усі крапки над «і» ідеології біодизайну. Задовго до прославлення ретро-стилю, Ghia першою заявила про ностальгію, що насувається: Lagonda Vignale 1993 року, New Beetle, Mini. І не позначалася залежність Ghia від Ford на роботах її дизайнерів — наприклад, Lincoln Sentinel 1996 року. Останнім же став концепт Street Ka. Після появи цього автомобіля у 2000 році у Турині було прийнято рішення про його серійний випуск на заводі Pininfarina. Але через кілька місяців було оголошено про реструктуризацію Ghia та відхід на пенсію її головного дизайнера Філіппо Сапіно. А влітку 2002 року всі роботи в туринському офісі Ghia були припинені назавжди.

## Проекти за участю Ghia
- 1938 Fiat 508S Balilla Spider
- 1950 Ferrari 195 Coupe
- 1952 DeSoto Adventurer I
- 1953 Chrysler Thomas Special
- 1953 Cadillac Coupe
- 1953 VW Karmann
- 1954 Fiat 8V Coupe
- 1954 DeSoto Adventurer II
- 1954 Plymouth Explorer Special
- 1955 Ghia Gilda I
- 1956 Jaguar XK140
- 1956 Ferrari 410 Superamerica
- 1957 Chrysler Diablo
- 1958 Simca Special
- 1959 Ghia Selene
- 1960 Ghia Dragster IXG
- 1962 Ghia Selene II
- 1962 Alfa Romeo 1900SS
- 1963 De Tomaso Vallelunga
- 1963 Chrysler Turbine Car
- 1965 Bugatti Type-101C
- 1965 De Tomaso Competizione 2000
- 1966 Bugatti Type 101 Exner
- 1966 De Tomaso Mangusta Spyder
- 1966 De Tomaso Mangusta
- 1966 De Tomaso Pampero
- 1966 Ghia 450/SS
- 1966 Maserati Ghibli
- 1968 Maserati Ghilbi Spider
- 1969 Lancia Fulvia 1600
- 1969 Ghia Serenissima
- 1970 De Tomaso Pantera
- 1974 Ford Coin
- 1975 Ghia Manx (Urbancar)
- 1976 Ford Corrida
- 1977 Ford Megastar
- 1978 Ghia Action
- 1978 Ford Megastar 2
- 1979 Ford Navarre
- 1979 Ford GTK
- 1980 Ford Pockar
- 1981 Ford Cockpit
- 1981 Ford AC
- 1981 Ford Avantgarde
- 1981 Ford Shuttler
- 1982 Ford Altair
- 1982 Ford Topaz
- 1982 Ford Brezza
- 1983 Ford Trio
- 1983 Ford Barchetta
- 1983 Ford Quicksilver
- 1985 Ford Probe V
- 1985 Ford Scorpio
- 1989 Ford Saguaro
- 1989 Ford Via
- 1990 Ford Zig
- 1990 Ford Zag
- 1992 Ford Connecta
- 1992 Ford Focus
- 1994 Ford Arioso
- 1994 Ford Vivace
- 1996 Ford Saetta
- 2000 Ford Street Ka
- Ford C-Max